# トンマーゾ・バルビエーリ
- トンマーゾ・バルビエリ

トンマーゾ・バルビエーリ（Tommaso Barbieri, 2002年8月26日 - ）は、イタリア・マジェンタ出身のサッカー選手。USクレモネーゼ所属。ポジションはディフェンダー。

## 経歴

### クラブ
2002年8月26日にイタリアのロンバルディア州マジェンタに生まれ、同州ガンボロで育った。ノヴァーラ・カルチョの下部組織に加入をすると、2019年の夏にはユヴェントスFCとの親善試合に出場。クリスティアーノ・ロナウドとの対峙が高評価を得て、ユヴェントスが関心を寄せた。この2019-20シーズンにはトップチームの一員としてセリエCを舞台に戦った。
2020年9月11日、アトレティコ・マドリードやACミランなども獲得を企図していたと報道されるなか、ユヴェントスに2025年6月までの5年契約で加入した。加入後はセリエCに所属するリザーブチームのユヴェントスU-23（2022年以降はユヴェントス Next Genへと改名）でプレーをしていき、そのなかで2022年11月2日に行われた2022-23シーズンUEFAチャンピオンズリーグのグループステージ最終節パリ・サンジェルマンFCとの試合で、終盤から交代出場しトップチームにデビュー。翌2023年4月16日に行われたUSサッスオーロ・カルチョとの試合で先発に名を連ね、セリエAにもデビューをした。
2023年7月20日、セリエBのピサSCに期限付き移籍で加入した。
2024年8月6日、セリエBのUSクレモネーゼに2028年6月までの4年契約で加入した。

### 代表
2019年にブラジルで行われたFIFA U-17ワールドカップにU-17イタリア代表の一員として参加。グループステージ最終節、決勝トーナメント1回戦、準々決勝の計3試合に自身は出場するなか、チームは開催国でこの大会を制することにもなるU-17ブラジル代表に準々決勝で敗れた。
2023年11月、同月に行われるUEFA U-21欧州選手権2025予選2試合のメンバーとしてU-21イタリア代表に初招集された。